# Grace Mc Callum
Grace Mc Callum (Cambridge, 30 de octubre de 2002) es una deportista estadounidense que compite en gimnasia artística.
Participó en los Juegos Olímpicos de Tokio 2020, obteniendo una medalla de plata en la prueba por equipos (junto con Simone Biles, Jordan Chiles y Sunisa Lee).
Ganó dos medallas de oro en el Campeonato Mundial de Gimnasia Artística, en los años 2018 y 2019, ambas en el concurso por equipos.

## Palmarés internacional
| Juegos Olímpicos   | Juegos Olímpicos     | Juegos Olímpicos | Juegos Olímpicos     |
| Año                | Lugar                | Medalla          | Prueba               |
| ------------------ | -------------------- | ---------------- | -------------------- |
| 2020               | Tokio (Japón)        | Medalla de plata | Concurso por equipos |
| Campeonato Mundial |                      |                  |                      |
| Año                | Lugar                | Medalla          | Prueba               |
| 2018               | Doha (Catar)         | Medalla de oro   | Concurso por equipos |
| 2019               | Stuttgart (Alemania) | Medalla de oro   | Concurso por equipos |